# 野田邦弘
野田 邦弘（のだ くにひろ、1951年 - ）は、文化政策学者、横浜市立大学大学院都市社会文化研究科客員教授。
福岡市生まれ。早稲田大学政治経済学部卒業。横浜市職員となり、コンテンポラリーダンスフェスティバル「ヨコハマアートウェーブ’89」の企画制作や「横浜みなとみらいホール」の開設準備など文化行政に携わる。2005年鳥取大学地域学部地域文化学科教授（文化政策、創造都市論）。文化庁文化芸術創造拠点形成事業審査委員文化経済学会（日本）理事（元理事長）、日本文化政策学会理事、NPO法人都市文化創造機構理事、鳥取県文化芸術振興審議会長、鳥取県地方自治研究センター理事長、あいちトリエンナーレ実行委員、茅ヶ崎市文化生涯学習推進委員長などを兼任。

## 経歴

### 学歴・職歴
1976年　早稲田大学政治経済学部政治学科卒業
1978年　横浜市入庁
2005年　鳥取大学地域学部地域文化学科教授
2017年　同特命教授
2021年　横浜市立大学大学院都市社会文化研究科客員教授

### 学会・社会における主な役職
（学会）
2007年　日本文化政策学会理事（現在まで）
1993年　文化経済学会〈日本〉理事（現在まで。1996年～2000年理事長）
（社会）
2019年　文化庁文化芸術創造都市推進事業審査委員
2019年　文化庁文化芸術創造拠点形成事業審査会委員
2017年　境港市市民交流センター管理運営計画策定委員会委員長（2019年まで）
2017年　大分市アートを活かしたまちづくり推進会議アドバイザー（2020年まで）
2016年　鳥取市中心市街地活性化協議会運営委員
2017年　北栄町公民館のあり方検討会委員長（2018年まで）
2015年　福岡市市民会館再整備アドバイザー（2016年まで）
2015年　茅ヶ崎市文化生涯学習プラン推進委員長
2015年　鳥取県立美術館候補地評価等専門委員（2016年まで）
2014年　関西広域連合はなやか関西・文化戦略会議委員（オリパラ文化プログラム）
2014年　文化庁長官表彰（創造都市部門）選考委員（2018年まで）
2014年　鳥取藝住祭実行委員長（2016年まで）
2014年　大分県新たな政策展開検討研究会委員（2016年まで）
2013年　鳥取県文化芸術振興審議会長
2011年　文化庁創造都市ネットワークの在り方に関する調査研究会座長（2012年まで）
2010年　鳥取県地方自治研究センター理事長
2010年　鳥取県新しい公共支援事業運営委員長（2013年まで）
2009年　あいちトリエンナーレ運営会議委員（2015年まで）

### 大学における教育経験
2021年　東京大学まちづくり大学院
2015年　大阪市立大学大学院創造都市研究科
2006年　横浜市立大学国際教養学部非常勤講師（現在まで）
2005年　桐朋学園芸術短期大学（2008年まで）
2002年　東京都市大学（旧武蔵工業大学環境情報学部、2005年まで）
2002年　昭和音楽大学（2004年まで）

### 横浜市職員時代の業績

#### 市民講座企画・運営
・シュルレアリスムと現代（巌谷國士、谷川晃一、四方田犬彦、他）
・アニメのパイオニアと現代実験アニメ（飯村隆彦）
・映像で見る　ダダ～二〇世紀アバンギャルドの原点（飯村隆彦）
・広がる視覚イメージの世界～CGの可能性（山口勝弘、他）
・カルトムービーの礼拝殿（佐藤重臣）
・演劇名作ビデオ劇場（松田政男）
・目で見るモダンジャズの流れ（青木和富、野口久光、佐藤允彦、ジョン・ゾーン、他）
・ジャズオンビジュアル（河野隆次、油井正一、瀬川昌久 、他）
・ブルース音楽とその周辺（鈴木啓志、ピーターバラカン、他）
・ヨコハマパフォーマンスシア（小林進、粉川哲夫、竹田賢一、秋山邦晴、他）
・前衛芸術その諸相と軌跡（副島輝人、長部日出雄、秋山祐徳太子、他）
・知の最前線～記号論を超えて（宇波彰）
・バロック的世紀末（種村季弘、池内紀、毛綱毅曠、堀切直人、他）
・宮沢賢治の世界（谷川雁、他）
・エントロピーの経済学（室田武、他）
・書物の現在（安原顕、蓮実重彦、高橋源一郎、吉本隆明、他）

#### 演劇公演
・転形劇場 「水の駅」「水の休日」　（横浜市教育文化ホール）
・大駱駝 　「五論の書」（同上）
・ブリキの自発団「夜の子供」 （同上）
・大野一雄　「ラアルヘンチーナ頌」「死海」　（関内ホール）「私のお母さん」（横浜市教育文化ホール）「御殿空を飛ぶ」  （新港埠頭市営三号上屋）
・はみだし劇場　「かなかぬち」「鬼の黄金伝説」　（本牧地区空き地）
・第三エロチカ　「ボディーウォーズ」　（ＪＲ貨物東高島駅構内）
・黒テント「逆光線玉葱」（本牧山頂公園）
・新宿梁山泊「人魚伝説」　(横浜そごう裏)
・勅使河原三郎　「NOIJECT」 （新港埠頭市営十一号上屋）

#### 映画上映
・教文シネマテーク（フランス映画、実験映画等を123本上映）

#### ジャズコンサート
・アートアンサンブルオブシカゴ
・加古隆
・高柳昌行、John Zorn
・Christian Marclay
・Tom Corra

#### フェスティバル
・ヨコハマパフォーマンスアートフェスティバル・メイガーデンⅠ、Ⅱ
・ヨコハマフラッシュ
・ヨコハマアートウェーブ’89（市政100周年記念コンテンポラリーダンスフェス）
・第2回横浜トリエンナーレ

#### 文化施設建設
・横浜みなとみらいホール開館準備

#### 都市政策
・クリエイティブシティ・ヨコハマの策定

## 受賞歴
2010年鳥取大学科学研究業績表彰（著書『創造都市・横浜の戦略 クリエイティブシティへの挑戦』）

## 著書
- 『生涯学習の文化経済学−21世紀の生涯学習社会を展望する−』芙蓉書房出版 文化経済学ライブラリー 2000年
- 『イベント創造の時代 自治体と市民によるアートマネージメント』丸善ライブラリー 2001年
- 『創造都市・横浜の戦略 クリエイティブシティへの挑戦』学芸出版社 2008年
- 『文化政策の展開 アーツ・マネジメントと創造都市』学芸出版社 2014年

### 共著
- 『これからの芸術文化政策』山岡義典他 芸団協出版部 1996年
- 『芸術経営学を学ぶ人のために』佐々木晃彦他 世界思想社 1997年
- 『都市経営の科学』横浜市立大学 中央経済社 1997年
- 『文化行政−はじまり・いま・みらい』森啓他 水曜社 2001年
- 『行政と企業は文化支援で何ができるか』伊藤裕夫他 公人の友社 2003年
- 『自治体職員の能力』中川幾郎他 公人の友社 2004年
- 『自治体人材育成の着眼点』浦野秀一,井澤壽美子,西村浩,三関浩司,杉谷知也,坂口正治, 田中富雄共著 公人の友社 地方自治ジャーナルブックレット 2007年
- 『創造都市への展望〜都市の文化政策とまちづくり』佐々木雅幸・総合研究開発機構 学芸出版社 2007年
- 『入門 文化政策―地域の文化を創るということ』井口貢他 ミネルヴァ書房 2008年
- 『地域学入門〜“つながり”をとりもどす』柳原邦光他 ミネルヴァ書房 2011年
- 野田邦弘『創造農村 過疎をクリエイティブに生きる戦略』佐々木雅幸他 学芸出版社 2014年
- 野田邦弘『地方創生ディレクター』玉木欽也他 博新堂 2017年

### 編著
- 『新時代の大学経営人材 アドミニストレーター養成を考える』山本眞一,村上義紀共編著 ジアース教育新社 2005年
- 野田邦弘・家中茂・竹内潔・小泉元宏編著『アートがひらく地域のこれから:クリエイティビティを生かす社会へ』（ミネルヴァ書房、2020年）

## 論文
- Cinii
- researchmap

## あいちトリエンナーレ2019年との関わり
2019年9月26日、文化庁は慰安婦像などの展示によって大きな騒動となった「あいちトリエンナーレ2019」に対して「来場者を含め展示会場の安全や事業の円滑な運営を脅かすような重大な事実を認識していたにもかかわらず、それらの事実を申告することなく採択の決定通知を受領した上、補助金交付申請書を提出し、その後の審査段階においても、文化庁から問合せを受けるまでそれらの事実を申告しませんでした。」と指摘、文化庁として適正な審査を行うことができなかったことにより、補助金適正化法第6条等により補助金は全額不交付となった。
2019年10月2日、文化庁の補助金採択についての審査委員会委員を辞任した。野田は「一度審査委員を入れて採択を決めたものを、後から不交付とするのでは審査の意味がない」と述べ、決定前に外部審査員への意見聴取がなかったことを明らかにし「これが繰り返されれば外部審査員の意味がなくなり、政権の意に沿わない表現は芸術に限らず自粛を余儀なくされる。大変な問題だ」と指摘した。この発言を受けて始まった文化芸術分野の専門家有志の署名活動では「異例中の異例で、不適切」と声明文に記された。
2020年3月19日、愛知県は「補助金の申請を行った令和元年5月30日よりも前の段階から、来場者を含め展示会場の安全や事業の円滑な運営を脅かすような事態への懸念が想定されたにもかかわらず、これを申告しなかったことは遺憾であり、今後は、これまで以上に、連絡を密にする」と文化庁の指摘を認め、展示会場の安全や事業の円滑な運営にかかる懸念に関連する経費等の減額をした再申請が行われ、補助金の満額支給が実現した。
この決着について、野田は「お互いの関係修復を急ぐあまり、問題の本質を隠蔽する極めて日本的なやり方である。問題解決から逃げたと言わざるを得ない。」と評した

## 関連人物
- 佐々木雅幸・大阪市立大学名誉教授
- 平田オリザ・演出家